# Lajos Politzer
Lajos Politzer (Budapest, 1º giugno 1898 – Castrovillari, 24 dicembre 1962) è stato un allenatore di calcio e calciatore ungherese.

## Carriera

### Giocatore
Nella stagione 1935-1936 ha giocato nel Montevarchi, in Serie C.

### Allenatore
Nella stagione 1934-1935 siede sulla panchina del Frosinone, nel campionato di Prima Divisione (la terza serie dell'epoca). L'anno seguente ha allenato il Montevarchi, nel quale contemporaneamente giocava.
Dal 1945 al 1947 allena il Crotone in Serie C, sfiorando la promozione in Serie B nella stagione 1946-1947. Nella stagione 1947-1948 siede invece sulla panchina del Foggia, venendo però esonerato a campionato in corso in favore di Angelo Benincasa; l'anno seguente continua ad allenare in Serie C, ottenendo un sesto posto in classifica sulla panchina del Trapani. Torna poi a Crotone, dove trascorre l'intera stagione 1949-1950, conquistando un ulteriore sesto posto in terza serie. Nella stagione 1950-1951 si trasferisce al Catania, dove allena (insieme a Nereo Marini) per tutta la stagione in Serie B.
Nella stagione 1953-1954 e nella stagione 1954-1955 torna a sedere sulla panchina del Crotone, in IV Serie; nella stagione 1955-1956 si trasferisce al Molfetta, con cui ottiene la salvezza nel campionato di Serie C. Torna successivamente al Crotone con cui nella stagione 1958-1959 vince il Campionato Interregionale, con conseguente promozione in Serie C. Nel 1962 si trasferisce a Castrovillari per allenare la squadra locale, dove muore nel dicembre dello stesso anno.

## Palmarès

### Allenatore

#### Competizioni nazionali
- Campionato Interregionale: 1

Crotone: 1958-1959